# Montreal AAA

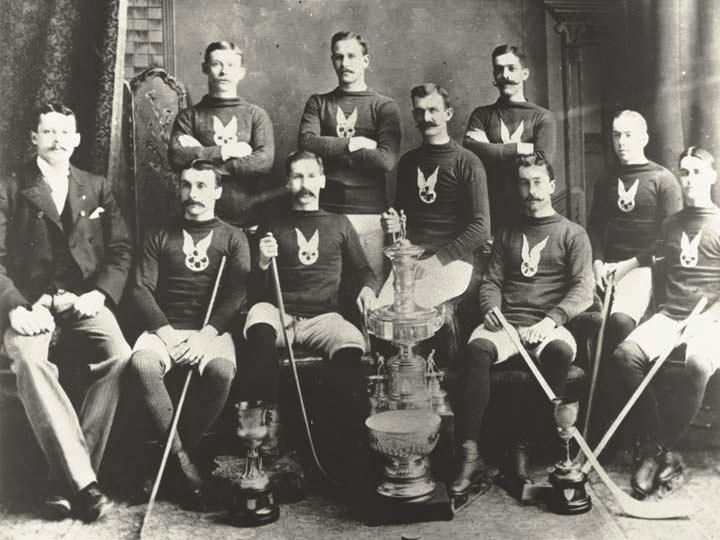
Time campeão da primeira Stanley Cup, em 1893.

O Montreal AAA (Montreal Amateur Athletic Association) é uma Associação Atlética sediada na cidade canadense de Montreal, província de Quebec.
A Associação surgiu da junção do Montreal Snowshoe Club com o Montreal Lacrosse Club e o Montreal Bicycle Club.
Atualmente tem o nome de Club Sportif MAA, ou simplesmente, MAA, depois da quebra do clube original.
Foi o primeiro campeão da Stanley Cup.